# Lohnbuchhaltung
Die Lohnbuchhaltung (Lohnbuchführung) ist ein Teilbereich der Buchhaltung und befasst sich mit der betrieblichen Abwicklung von Lohn- und Gehaltsabrechnungen.
Daneben obliegt ihr regelmäßig die Pflege von Personalstammdaten, die Führung der Lohnkonten, die Erfüllung der gesetzlich vorgeschriebenen Meldeerfordernisse (z. B. DEÜV-Meldungen), die Erstellung der Krankenkassen-Beitragsnachweise und Lohnsteueranmeldungen sowie der lohnbezogenen SEPA-Zahlungsdateien (bis zum Jahr 2014 DTA-Dateien) und Buchungsbelege für die Finanzbuchhaltung.
Als Lohnkonten werden diejenigen Sammlungen von Lohndaten bezeichnet, die der Arbeitgeber für jedes Jahr und für jeden Arbeitnehmer einzeln zu führen hat. Welche Daten die Lohnkonten enthalten müssen, ist in § 41 EStG bzw. in § 4 Lohnsteuer-Durchführungsverordnung (LStDV) geregelt.
Die Lohnbuchhaltung wird auch in kleinen und mittleren Unternehmen ausschließlich mit Hilfe von Computerprogrammen durchgeführt, in Großunternehmen oftmals mit umfangreichen, in das ERP eingebetteten Personalmanagementmodulen. Aus Kostensenkungsgründen wird die Lohnbuchhaltung oftmals im Ganzen an externe Dienstleister ausgelagert (Outsourcing). Dieser Trend hat sich in den letzten Jahren verstärkt.
Ein Lohnbuchhalter hat über umfangreiche Kenntnisse im Bereich Arbeitsrecht, Sozialversicherungsrecht und Lohnsteuerrecht zu verfügen.